# 埃爾齊亞語日
埃爾齊亞語日（埃爾齊亞語︰）是自1993年以来，主要在俄羅斯莫爾多維亞共和國由埃爾齊亞人慶祝的節日。每年於4月16日舉行，除莫爾多維亞外，在俄罗斯和其他地方也能看見蹤影。 
1993年，埃爾齊亞语言基金会建议每年设立一天紀念日來庆祝埃爾齊亞语，以促进及保護該語言。最終4月16日被選為埃爾齊亞語日，因為這天是埃爾齊亞语拉丁字母發明者Anatoli Ryabov的生日。 
埃爾齊亞语庆祝活动通常涉及艺术表演、展覽會、会议、传统音乐会、民族菜肴展等等。  

## 另見
- 俄罗斯的公共假期